# Schöfweg

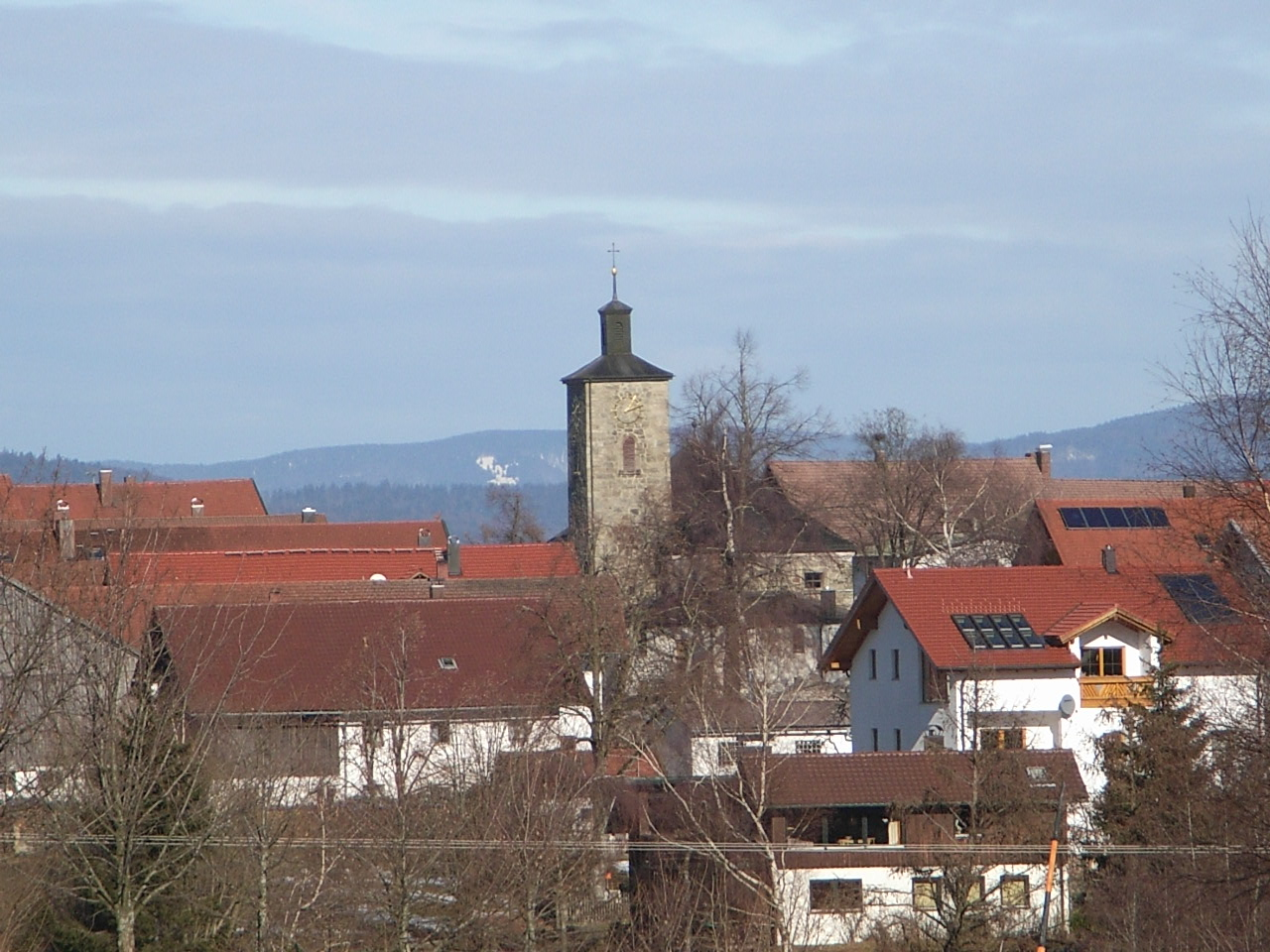
Schöfweg, in der Mitte die Pfarrkirche

Schöfweg ist eine Gemeinde im niederbayerischen Landkreis Freyung-Grafenau. Das gleichnamige Pfarrdorf befindet sich zentral im Gemeindegebiet.

## Geographie

### Geographische Lage
Die Gemeinde liegt in der Planungsregion Donau-Wald im Bayerischen Wald am Nordhang des 1016 Meter hohen Brotjacklriegel und im Westen an den Landkreis Deggendorf sowie nördlich an den Landkreis Regen angrenzend. Schöfweg befindet sich durch die B 533 rund 20 km von der A 3 (Ausfahrt Hengersberg), 25 km östlich von Deggendorf, 22 km südlich von Regen, 18 km westlich von Grafenau und 45 km nördlich von Passau.

### Gemeindegliederung
Es gibt 14 Gemeindeteile (in Klammern ist der Siedlungstyp angegeben):
- Allhartsmais (Dorf)
- Freundorf (Dorf)
- Handschuh (Weiler)
- Haunstein (Dorf)
- Haus (Dorf)
- Kniereit (Dorf)
- Langfurth (Pfarrdorf)
- Mitterdorf (Dorf)
- Mutzenwinkel (Dorf)
- Reinermühle (Weiler)
- Scheibenberg (Weiler)
- Schöfweg (Pfarrdorf)
- Sonnenwald (Feriendorf)
- Steinberg (Dorf)

Es gibt die Gemarkungen Allhartsmais, Schöfweg und Hilgenreit.

### Nachbargemeinden
- Hunding (Landkreis Deggendorf)
- Kirchberg im Wald (Landkreis Regen)
- Innernzell (Landkreis Freyung-Grafenau)
- Zenting (Landkreis Freyung-Grafenau)
- Schöllnach (Landkreis Deggendorf)
- Grattersdorf (Landkreis Deggendorf)

## Geschichte

### Bis zur Gemeindegründung
Schwefweg, ein früher Besitz des Hochstifts Passau, wies in den Passauer Urbaren Mitte des 13. Jahrhunderts zwölf Lehen aus. 1308 kam es in die Hände von Christian von Urleinsberg. Im Halser Salbuch wird es 1395 als Scheffweg erwähnt und gehörte damals bereits wieder dem Hochstift. Später war es zusammen mit Hilgenreith und anderen Dörfern Teil der Hofmark Haingut.
1603 kaufte Herzog Maximilian I. das Gebiet als Teil der Herrschaft Winzer. Schöfweg gehörte zum Rentamt Straubing und zum Landgericht Diessenstein des Kurfürstentums Bayern. Um 1808 errichtete der Exeremit Anton Franz Seraph Flurl eine Notschule in Schöfweg und bewirkte 1814 den Bau eines eigenen Schulhauses. Im Zuge der Verwaltungsreformen in Bayern entstand mit dem Gemeindeedikt von 1818 die heutige Gemeinde.

### 19. bis 21. Jahrhundert
Aus der Schulkapelle entstand 1888/89 und nach einem weiteren Ausbau 1947/48 die heutige Pfarrkirche Maria, Mutter der Schmerzen, ein massiver Granitbau. Schöfweg, 1915 Expositur von Innernzell, ist seit 1921 Pfarrei. In den Jahren 1884, 1911 und 1913 suchten schwere Brände Schöfweg heim. Im Jahr 1877 wurde die Freiwillige Feuerwehr Schöfweg gegründet. Ein weiterer Verein ist der Sportverein Schöfweg 1970 e. V.

### Allhartsmais
Der Urlaubsort Allhartsmais ist ein Dorf mit etwa 150 Einwohnern. Von den Einheimischen wird Allhartsmais Moas genannt. Selber nennen sie sich Moisinga. Die Gegend um Allhartsmais wurde vom Abt Adelhart von Rinchnach urbar gemacht. Nach ihm wurde Allhartsmais benannt. „Mais“ kommt von maiseln, einem alten bayrischen Wort für „roden“. Demnach heißt Allhartsmais ins Deutsche übersetzt etwa „Das von Adelhart gerodete (Dorf)“.

### Eingemeindungen
Im Jahr 1946 wurden die Gemeinde Allhartsmais (Landkreis Deggendorf) und die Ortsteile Haunstein und Kniereit der aufgelösten Gemeinde Hilgenreit eingegliedert. Am 1. April 2013 wurden 3.161.582 m² des gemeindefreien Gebiets Sonnenwald eingegliedert und 20.939 m² die bisher Enklaven im gemeindefreien Gebiet waren in die Gemeinde Zenting umgegliedert.

### Einwohnerentwicklung
Zwischen 1988 und 2018 wuchs die Gemeinde von 1224 auf 1318 um 94 Einwohner bzw. um 7,7 %.
- 1961: 1010 Einwohner
- 1970: 1132 Einwohner
- 1987: 1174 Einwohner
- 1991: 1319 Einwohner
- 1995: 1346 Einwohner
- 2000: 1344 Einwohner
- 2005: 1311 Einwohner
- 2010: 1301 Einwohner
- 2015: 1306 Einwohner

## Politik

### Gemeinderat
Die Gemeinderatswahl 2020 erbrachte folgende Stimmenanteile und Sitzverteilung:
- CSU: 29,55 % (4 Sitze)
- Freie Wähler: 55,57 % (5 Sitze)
- Unabhängige Wählergemeinschaft: 24,88 % (3 Sitze)

### Bürgermeister
Ehrenamtlicher Erster Bürgermeister Martin Geier (Freie Wähler Schöfweg). Dieser ist seit 1. Mai 2008 im Amt und wurde am 15. März bei der Bürgermeisterwahl 2020  mit 65,5 % wiedergewählt.

### Wappen
| Wappen von Schöfweg | Blasonierung: „In Blau aus einem schrägen silbernen Dreiberg, der mit einem roten Schrägbalken belegt ist, wachsend eine silberne Tanne, vorne beseitet von einer goldenen Sonne.“ |
| Wappen von Schöfweg | |

## Wirtschaft und Infrastruktur

### Wirtschaft einschließlich Land- und Forstwirtschaft
Die Gemeindesteuereinnahmen betrugen im Jahr 1999 umgerechnet 413.000 €, davon waren (netto) umgerechnet 14.000 € Gewerbesteuereinnahmen.
Im Jahre 1998 gab es nach der amtlichen Statistik im produzierenden Gewerbe 74 und im Bereich Handel und Verkehr 22 sozialversicherungspflichtig Beschäftigte am Arbeitsort. In sonstigen Wirtschaftsbereichen waren am Arbeitsort 39 Personen sozialversicherungspflichtig beschäftigt. Sozialversicherungspflichtig Beschäftigte am Wohnort gab es insgesamt 441. Im verarbeitenden Gewerbe gab es zwölf Betriebe, im Bauhauptgewerbe einen Betrieb. Zudem bestanden im Jahr 1999 52 landwirtschaftliche Betriebe mit einer landwirtschaftlich genutzten Fläche von 458 ha, davon waren 45 ha Ackerfläche und 413 ha Dauergrünfläche.

### Tourismus
Im Winter sind in der Gemeinde drei größere Skilifte in Betrieb. Besondere Bedeutung hat der Wintersport am Sonnenwald bei Langfurth.

### Bildung
Es gibt folgende Einrichtungen:
- Grundschule Schöfweg

2005 wurde die Selbstständigkeit der Grundschule aufgegeben, sie wurde der Volksschule Innernzell zugeordnet.
- Heckenlehrpfad: zwölf Kilometer langer Lehrwanderweg bei Allhartsmais

## Söhne und Töchter der Gemeinde
- Joseph Lippl (1876–1935), Professor für Altes Testament in Regensburg
- Helga Weinberger (* 1953), Abgeordnete des Bayerischen Landtags (CSU)